# Psautier de Peterborough
Le psautier de Peterborough est un manuscrit enluminé contenant le livre des Psaumes, exécuté en Angleterre vers 1300-1318. Il a été copié pour Geoffrey de Crowland, abbé de Peterborough. Il contient un cycle de 71 miniatures illustrant l'Ancien et le Nouveau Testament selon le principe de la typologie biblique. Il est actuellement conservé à la Bibliothèque royale de Belgique.

## Histoire
Le manuscrit a été copié pour Geoffrey de Crowland, abbé de l'abbaye de Peterborough. Il est représenté en prière au folio 65. En 1318, il en fait don au nonce apostolique Gaucelin d'Euse pour le pape Jean XXII. Ce dernier l'offre à Clémence de Hongrie, veuve de Louis X le Hutin, de passage à Avignon. Il est peut-être racheté à sa mort par Philippe VI de Valois. Il est recensé dans la bibliothèque du château du Louvre de son petit-fils Charles V le Sage. Le fils de ce dernier, Philippe le Bon hérite du manuscrit et le fait rentrer dans la bibliothèque des ducs de Bourgogne à Bruxelles et ajoute son blason sur certains folios. En 1794, les troupes révolutionnaires françaises font déplacer cette bibliothèque à Paris. L'ouvrage est doté de sa reliure actuelle aux armes de Napoléon. Il retourne à Bruxelles en 1816 et est aujourd'hui conservé à la Bibliothèque royale de Belgique,.

## Description

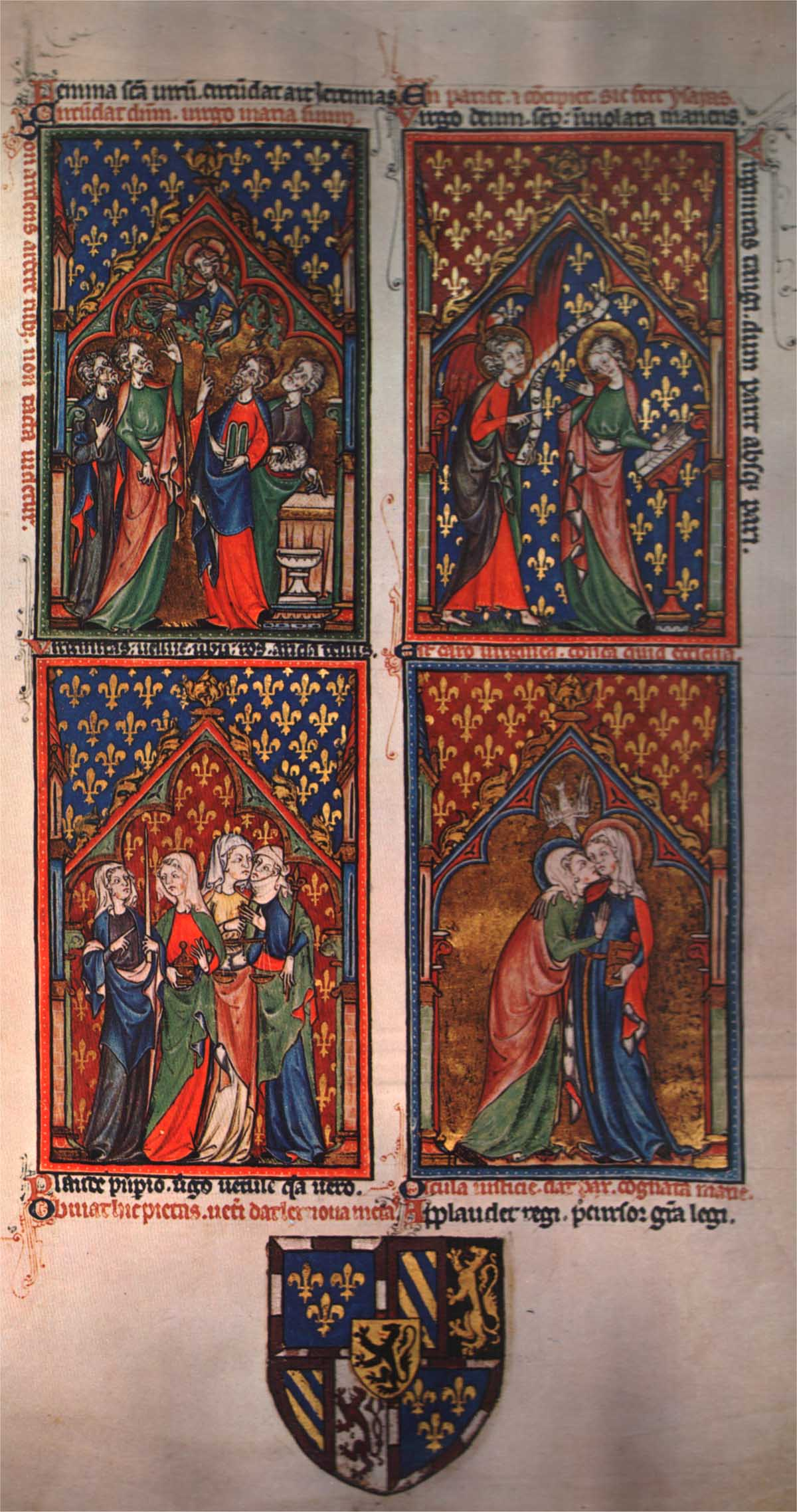
Folio 10 : Jérémie, Isaie, Gédéon et Moïse et l'Annonciation en haut ; les trois sœurs de Dieu : Miséricorde, Vérité et Justice et Paix s'embrassant et la Visitation en bas.

Le manuscrit contient un calendrier, le livre des Psaumes et des cantiques. Il est décoré de 24 médaillons dans le calendrier et 116 miniatures. Parmi celle-ci, 71 d'entre elles illustrent l'Ancien et le Nouveau Testament et sont disposées selon le principe de la typologie biblique, chaque événement du Nouveau faisant échos à un ou plusieurs épisodes de l'Ancien. Cette iconographie pourrait avoir été influencée par les anciennes peintures présentes autrefois sur les stalles de l'abbatiale de Peterborough et remontant au XIIIe siècle. Le livre est par ailleurs décoré de 10 grandes lettrines historiées accompagnées systématiquement de marges de textes enluminées. Celles-ci représente des scènes qui s'éloignent de la religion pour représenter des scènes courtoises.
Lucy Sandler a distingué la main de trois artistes différents : la main A a peint toutes les pages jusqu'à la première page des psaumes (le Beatus Vir, f.14), un second, la main B a peint le reste du manuscrit, assisté par un troisième, la main C qui s'est concentrée sur les parties situées avant le psaume 109 et les cantiques.

## Le groupe de Fenland
Le style du manuscrit a été rapproché d'un groupe de manuscrits tous provenant d'abbaye de la région des Fens, dans la région de l'Est-Anglie : il s'agit de quatre psautiers psautier de Ramsey, le psautier de Gough (Bibliothèque bodléienne, Gough Lith.8) qui provient aussi de Peterborough, le psautier de Barlow (BB, Barlow.22), un psautier fragmentaire (BB, Douce B4F4a et B ; d19f3a,b,c) et deux apocalypses : l'apocalypse de Canonici (BB, Canon Bibl.lat.62) et l'apocalypse de l'abbaye de Crowland (Magdalene College (Cambridge), ms.5). Des artistes du psautier de Peterborough ont aussi participé à la décoration de ces autres manuscrits : la main B par exemple au psautier de Ramsey, ainsi que dans les dernières miniatures du psautier de Gough avec la main C. Selon Lucy Sandler, bien que réalisés pour des établissements situés dans la même région, rien ne prouve que ces manuscrits aient été décorés sur place. Ils pourraient très bien provenir d'un atelier situé à Londres par exemple.

## Œuvre en rapport
Un autre psautier dit de Peterborough est conservé au Fitzwilliam Museum de Cambridge (ms.12) daté lui entre 1220 et 1225.